# Plaça de George Orwell
La plaça de George Orwell es troba ente els carrers dels Escudellers, de n'Arai i de les Arenes (aquest darrer desaparegut) de Barcelona, i rep el seu nom del novel·lista i assagista anglès George Orwell, que participà en la Guerra Civil espanyola al costat de les milícies internacionals del POUM i fou ferit greument als Fets de maig del 1937, tal com explica en el seu llibre Homenatge a Catalunya. La seva millor obra literària és l'alegoria política La rebel·lió dels animals, una ferotge crítica al sistema comunista i estalinista.

## Història i descripció
Fins a finals dels anys 1980, en aquest espai hi havia una illa de cases, que va ser enderrocada per a «esponjar» la trama urbana. Les obres van començar el 1989 i es van acabar a començament del 1990. Seguint la política municipal de l'època, l'espai es va urbanitzar com a plaça dura, pavimentada con lloses de granit, amb pocs arbres i sense bancs. El lleuger desnivell del solar es va compensar amb esglaons als costats dels carrers dels Escudellers i n'Arai.

### El Gran Germà
Orwell va escriure la novel·la futurista 1984, on tot absolutament és controlat pel Gran Germà que ho veu i ho sent tot. Curiosament, aquesta plaça va ésser el primer espai públic a Barcelona a disposar de videovigilància electrònica amb càmeres les 24 hores del dia.
La mesura, però, va ésser insuficient, ja que el 2009 un informe municipal situava la plaça dentre els tres punts més conflictius de Ciutat Vella. El 2011, una dècada després de la instal·lació de la videovigilància i a imatge de la plaça de Santa María Soledad Torres Acosta de Madrid, el consistori va dur a terme una reurbanització de l'espai per a pal·liar-ne la degradació. La reforma es va centrar en l'eliminació dels esglaons (que actuaven també com a barrera arquitectònica) i del vàter públic. A més, es va renovar la il·luminació i l'arbrat, i es va habilitar una zona de jocs infantils per a fomentar-ne l'ús familiar.

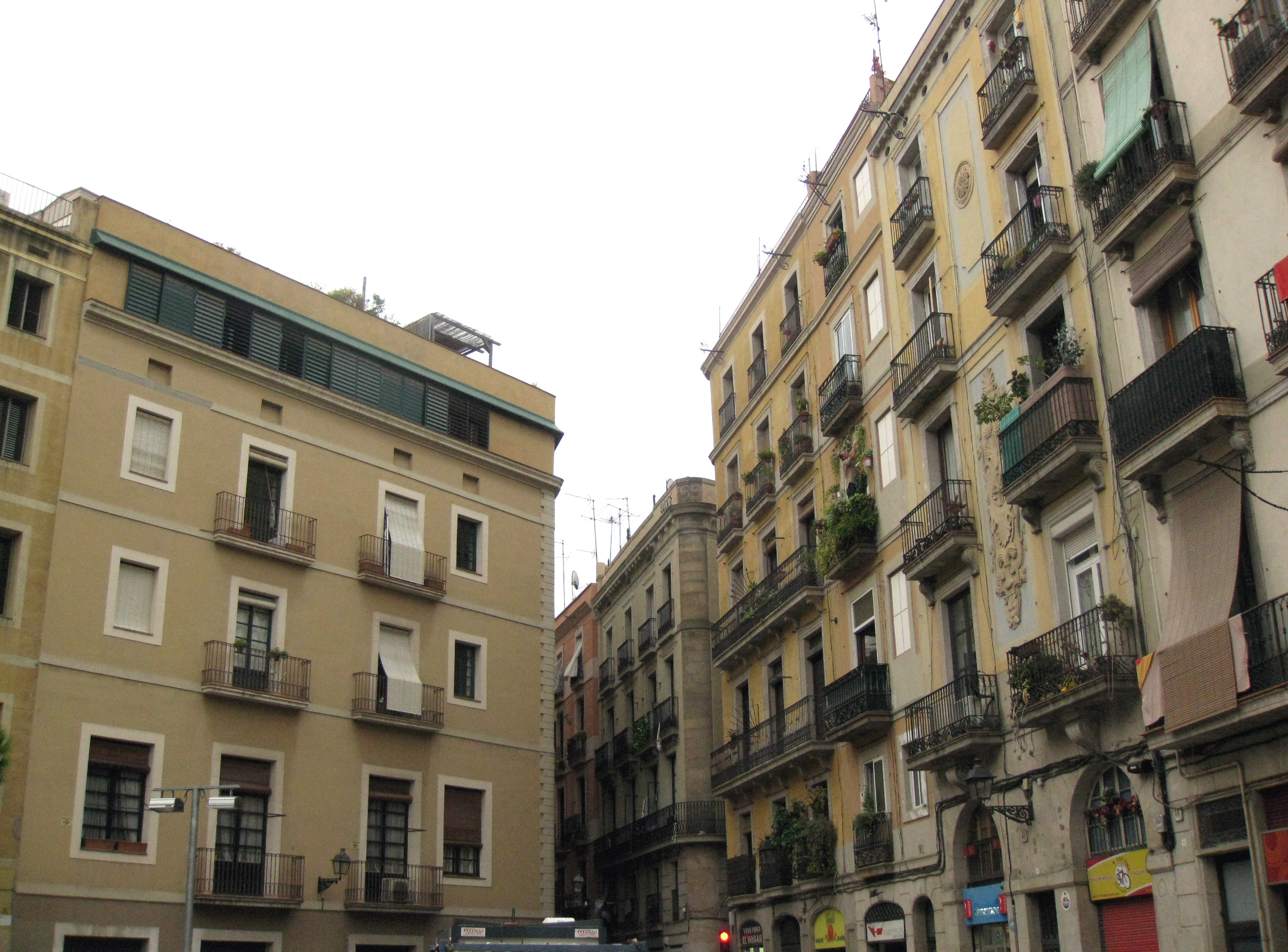
Façanes

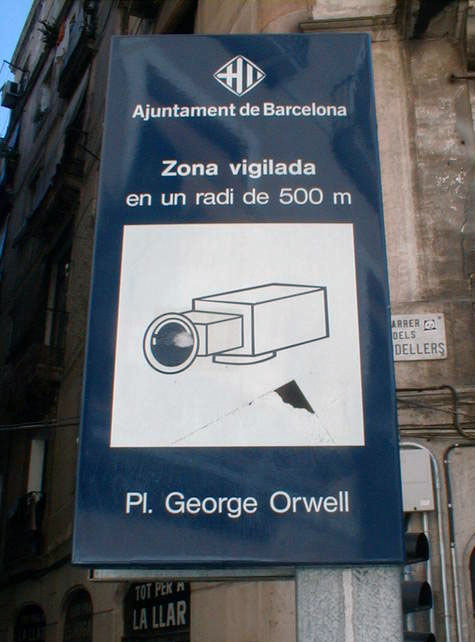
Cartell informant del servei de videovigilància electrònica amb càmeres les 24 hores del dia

### Escultura de Leandre Cristòfol
En concordança amb la ideologia política del personatge, s'hi va col·locar al mig una versió ampliada de Monument, una escultura surrealista de Leandre Cristòfol i Peralba, que, com Orwell, també va defensar la Segona República Espanyola.
L'obra original, del 1935, forma part de la col·lecció del Museu d'Art Jaume Morera. Construïda amb materials efímers i de rebuig, el 1991 se'n va fer una versió de grans dimensions amb la intenció que fos un monument de gran durabilitat.
Es diu que vol evocar la dona i el sexe, però com que ningú no ho va entendre, se la va batejar com El Tripi, apel·latiu popular que quasi ha acabat per donar nom a la mateixa plaça, i el nom de George Orwell gairebé ha caigut en l'oblit.